# هزینه نگهداری
هزینهٔ نگهداری (انگلیسی: cost of carry) یک اوراق بهادار یا یک کالای فیزیکی در طول یک دورهٔ زمانی است. هزینهٔ نگهداری شامل هزینه‌های بیمه، نگهداری و بهره بر روی وجوه سرمایه‌گذاری‌شده و سایر هزینه‌های جانبی می‌شود. در بازارهای آتی نرخ بهره، به تفاوت بین بازده یک ابزار نقدی و هزینهٔ وجوه لازم برای خرید این ابزار اشاره می‌شود.
هزینهٔ نگهداری اگر بلندمدت باشد، هزینهٔ بهره‌ای است که به حساب اعتباری پرداخت می‌شود. برعکس، اگر کوتاه‌مدت باشد، هزینهٔ نگهداری پرداخت سود سهام یا به بیان دقیق‌تر هزینهٔ فرصت است. هزینهٔ خرید اوراق بهادار خاص به جای سرمایه‌گذاری جایگزین است.